# Milan-San Remo 1913
La 7e édition de la course cycliste, Milan-San Remo a eu lieu le 30 mars 1913 et a été remportée par le Belge Odile Defraye.

## Classement final
|    | Cycliste           | Pays     | Équipe         | Temps           |
| -- | ------------------ | -------- | -------------- | --------------- |
| 1  | Odile Defraye      | Belgique | Alcyon         | 9 h 11 min 48 s |
| 2  | Louis Mottiat      | Belgique | Alcyon         | + 0 s           |
| 3  | Ezio Corlaita      | Italie   | Stucchi        | + 4 min 08 s    |
| 4  | Angelo Gremo       | Italie   | -              | + 4 min 08 s    |
| 5  | Alfonso Calzolari  | Italie   | -              | + 4 min 08 s    |
| 6  | Jean Alavoine      | France   | Peugeot-Wolber | + 17 min 00 s   |
| 7  | Camillo Bertarelli | Italie   | Ganna          | + 17 min 04 s   |
| 8  | Angelo Erba        | Italie   | Ganna          | + 17 min 24 s   |
| 9  | Gustave Garrigou   | France   | -              | + 20 min 55 s   |
| 10 | André Blaise       | Belgique | -              | + 20 min 55 s   |